# Helichrysum pendulum
Helichrysum pendulum là một loài thực vật có hoa trong họ Cúc. Loài này được (C.Presl) C.Presl mô tả khoa học đầu tiên năm 1826.